# Literaturjahr 1516
Liste der Literaturjahre

◄◄ | ◄ | 1512 | 1513 | 1514 | 1515 | Literaturjahr 1516 | 1517 | 1518 | 1519 | 1520 | ► | ►►

Weitere Ereignisse
Dieser Artikel behandelt das Literaturjahr 1516.

## Ereignisse

### Prosa und Versepik

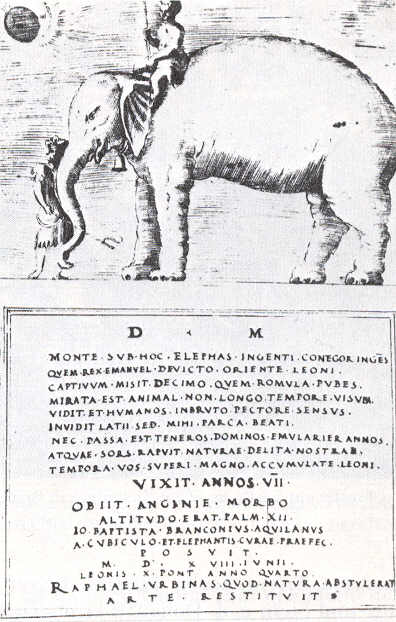
Hannos Epitaph mit Inschrift (Zeichnung von Francisco de Holanda, nach der verschollenen Zeichnung von Raffael)

- Filippo Beroaldo der Jüngere, von Papst Leo X.  zum Präfekten der Vatikanischen Bibliothek ernannt, verfasst ein Epitaph für den am 8. Juni an einer Verstopfung verendeten Elefanten Hanno, das Lieblingstier des Papstes. Dass der Papst seinem Kummer über den Tod des Tieres auch öffentlich Ausdruck verliehen haben könnte, lassen in Rom, aber später auch im protestantischen Norden kursierende Spottschriften vermuten, so zum Beispiel ein „Testament“ Hannos, angeblich von Pietro Aretino, oder auch Martin Luthers Anmerkungen zur Elefantenliebe des Papstes.

- Der italienische Humanist Ludovico Ariosto gibt die erste Fassung seines Hauptwerks Orlando furioso (Der rasende Roland) heraus, an dem er seit 1505 gearbeitet hat. Auch in den kommenden Jahren überarbeitet er das Versepos mehrfach. Das Werk, als Fortsetzung von Matteo Maria Boiardos unvollendet gebliebenem Orlando innamorato (Der verliebte Roland) gedacht, hat großen Einfluss auf die italienische Literatur.
- Der Portugiese João de Barros verfasst den Ritterroman Chronik des Kaisers Clarimundo.
- Baldassare Castiglione vollendet den narrativen Dialog Il Libro del Cortegiano.

### Drama
- John Skelton verfasst sein bekanntestes Bühnenwerk Magnyfycence.

### Sachliteratur
- Dezember: Thomas Morus’ staatstheoretisches Werk Utopia wird auf Betreiben des Erasmus von Rotterdam in Löwen in lateinischer Sprache erstmals veröffentlicht. Der philosophische Dialog mit der Schilderung einer idealen Gesellschaft gibt den Anstoß für die Entstehung des Genres der Utopie und des utopischen Romans. In dem Werk wird unter anderem die Abschaffung des Privateigentums und eine Art bedingungsloses Grundeinkommen diskutiert.

- Erasmus von Rotterdam verfasst in Löwen sein pädagogisches Hauptwerk Institutio Principis Christiani (Die Erziehung des Christlichen Fürsten). Dieser Fürstenspiegel ist ein Leitfaden für eine friedliche Politik auf der Basis christlich moralischer Grundsätze.
- Die erste autorisierte Fassung des historischen Werkes De Orbe Novo Decades von Petrus Martyr von Anghiera über die Entdeckung der „Neuen Welt“ durch die Spanier erscheint in Alcalá.

### Religion

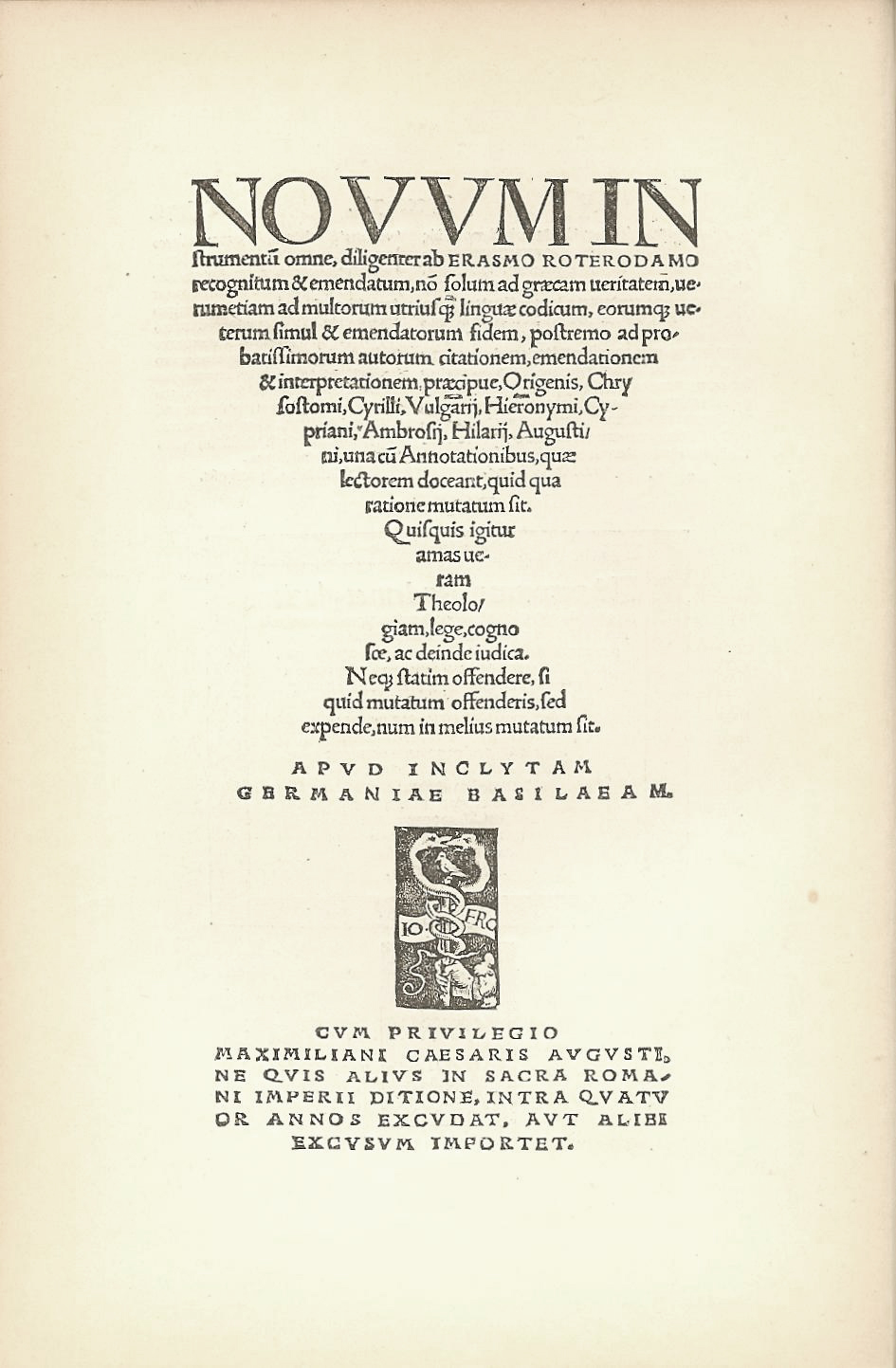
Erste Seite des Neuen Testaments von Erasmus

- 1. März: Erasmus von Rotterdam bringt eine von Johann Froben aus Basel gedruckte griechische Fassung des Neuen Testaments heraus, das Novum Instrumentum omne. Der Druck, mit dem am 2. Oktober des Vorjahres begonnen worden ist, enthält zahlreiche typographische Fehler, ist aber Grundlage für die Mehrheit der modernen Übersetzungen des Neuen Testaments vom 16. bis zum 19. Jahrhundert. Im gleichen Jahr verfasst Erasmus den Fürstenspiegel Die Erziehung des Christlichen Fürsten.

- Eine zweite erweiterte Auflage der Dunkelmännerbriefe erscheint im elsässischen Hagenau, gedruckt von Heinrich Gran. Den ursprünglich 41 Briefen werden dabei in einem Anhang sieben weitere angefügt.

### Bibliotheksgründungen
- Der Ulmer Münsterpfarrer stiftet seinen Buchbesitz von ca. 400 Bänden, von denen heute noch ca. 200 erhalten sind, der Stadt, die den Grundstock einer vom Rat der Stadt zu gründenden Bibliothek bilden sollen. Weiterhin stiftet er ein Kapital von 100 Gulden, aus dessen Zinsen die Bibliothek vermehrt werden soll. Aus dieser Stiftung geht die heutige Stadtbibliothek hervor.

## Geboren

### Geburtsdatum gesichert
- 23. April: Georg Fabricius, deutscher Dichter, Historiker und Archäologe († 1571)
- 10. August: Johann Habermann, deutscher lutherischer Theologe, Erbauungsschriftsteller und Hebraist († 1590)

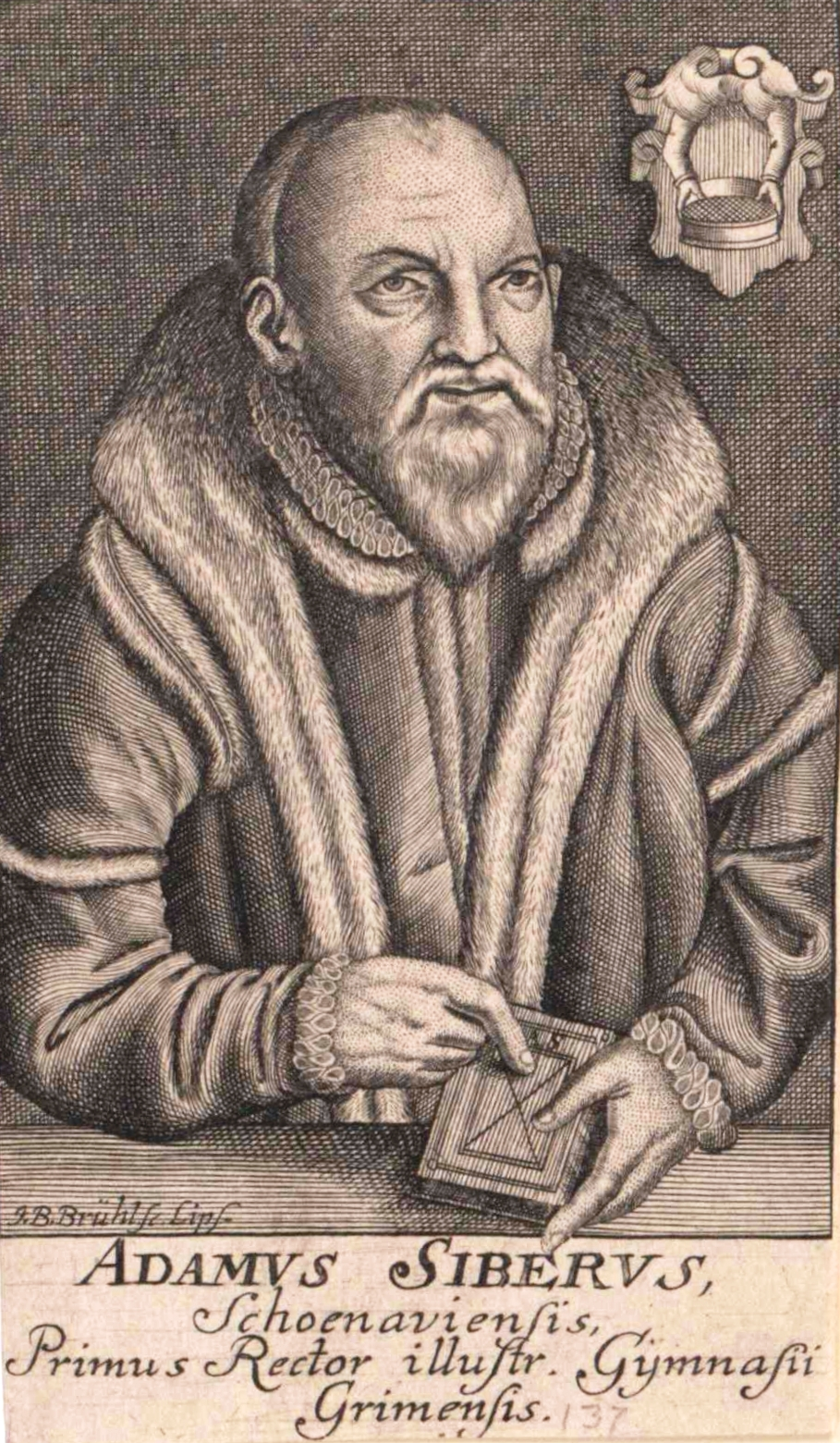
Adam Siber; * 8. September

- 8. September: Adam Siber, deutscher Humanist und Pädagoge († 1584)
- 9. September: Francesco Robortello, deutscher Humanist, Wissenschaftstheoretiker und Herausgeber († 1567)

### Genaues Geburtsdatum unbekannt
- Henry Howard, Earl of Surrey, englischer Adeliger und Dichter († 1547)
- Klemens Janicki, polnischer lateinischer Dichter († 1543)
- André Thevet, französischer Reisender und Reiseschriftsteller († 1592)

## Gestorben

### Todesdatum gesichert
- 29. Februar: Bernat Fenollar, valencianischer Geistlicher, Kulturförderer und Poet (* zwischen 1435 und 1440)
- 20. März: Battista Mantovano, italienischer Dichter und Humanist (* 1447)

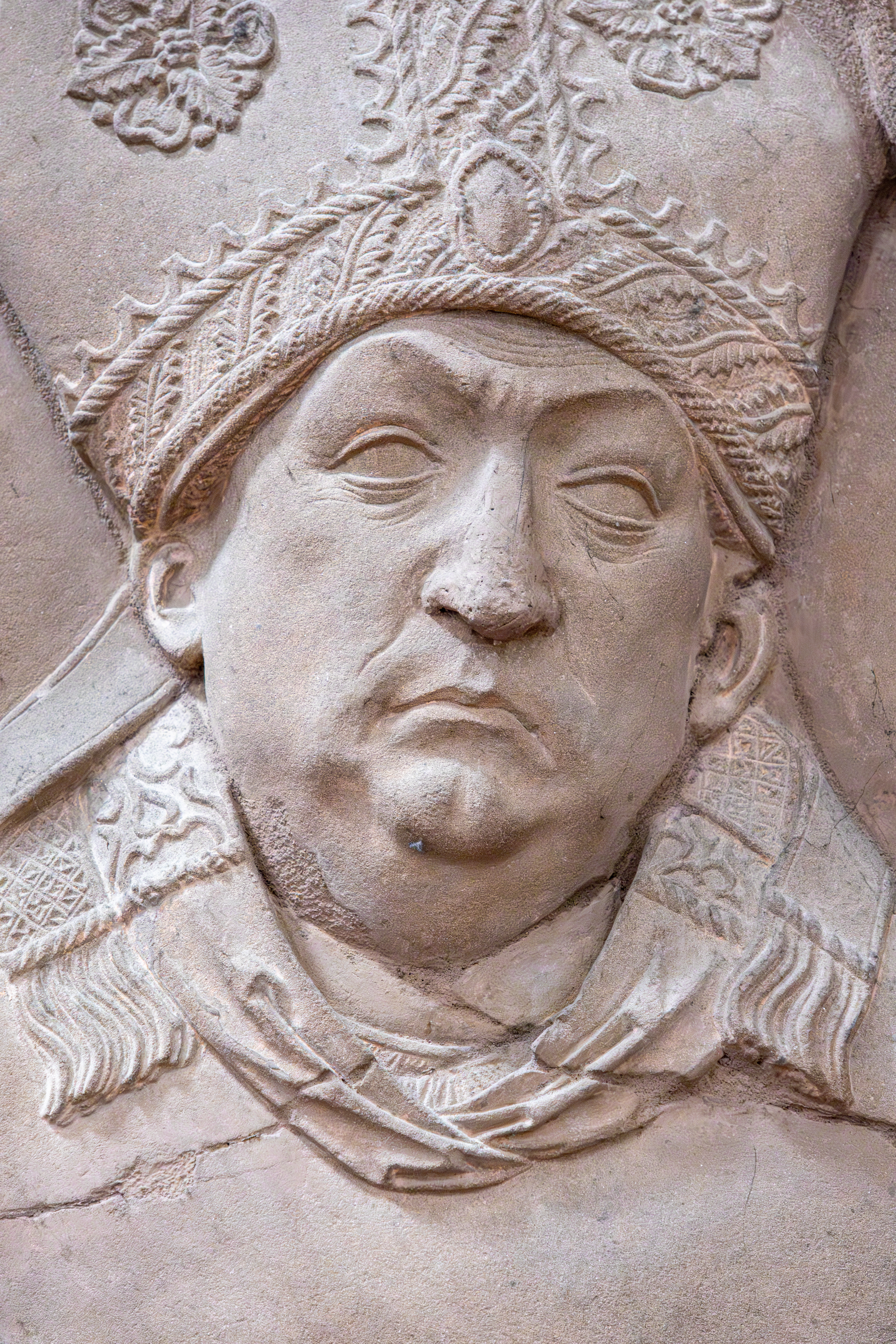
Johannes Trithemius; † 13. Dezember
(von Tilman Riemenschneider)

- 13. Dezember: Johannes Trithemius, deutscher Geistlicher, Gelehrter und Humanist sowie Literatursammler (* 1462)

### Genaues Todesdatum unbekannt
- Luca Landucci, Florentiner Spezereiwarenhändler und Chronist (* 1436)
- Konrad Pfettisheim, Straßburger Bürger und Autor einer Reimchronik über die Burgunderkriege (* vor 1477)
- Kilian Reuter, deutscher Humanist und Dramatiker (* vor 1480)